# Xe tăng siêu nhẹ

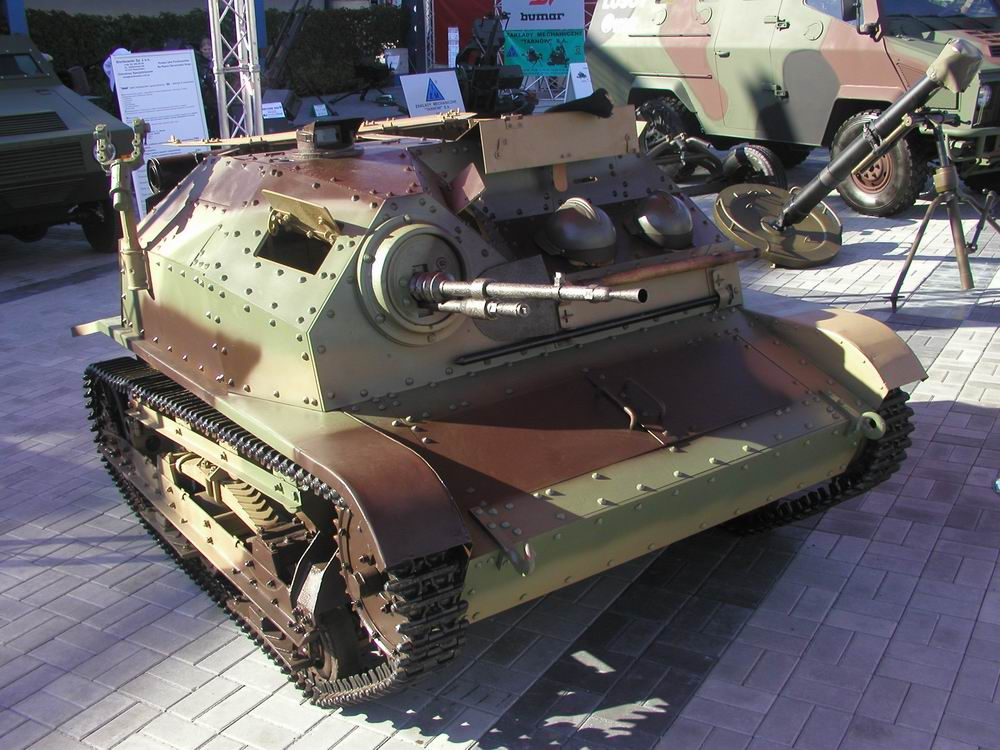
Một chiếc tăng siêu nhẹ TKS trong bảo tàng Bảo tàng Quân đội Ba Lan.

Khinh tăng hay tankette là các phương tiện chiến đấu bộ binh, với kích thước như một chiếc xe ôtô con, nhưng được bọc giáp xung quanh, gắn súng máy. Chúng thường được sử dụng chiến đấu hỗ trợ bộ binh, để thăm dò quân địch, hoặc để hỗ trợ bộ binh như một xe chở hàng hóa và kéo rơ-moóc trong hành quân.

## Đặc điểm

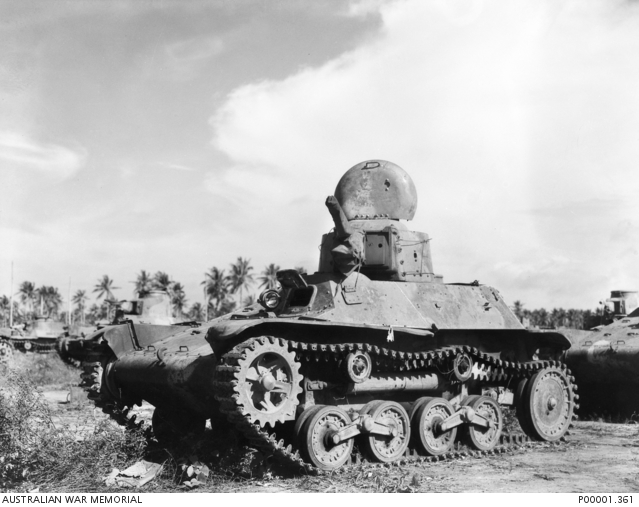
Một xe tăng siêu nhẹ Te-Ke kiểu 97 của Nhật.

Khinh tăng là các xe thiết giáp bánh xích, có trọng lượng rất nhẹ (so với các xe thiết giáp), và kích thước nhỏ. Các xe này thường chỉ nặng trên dưới 3 tấn, một số ít có thể lên tới 5 tấn, nhưng hầu như không có xe nặng hơn.

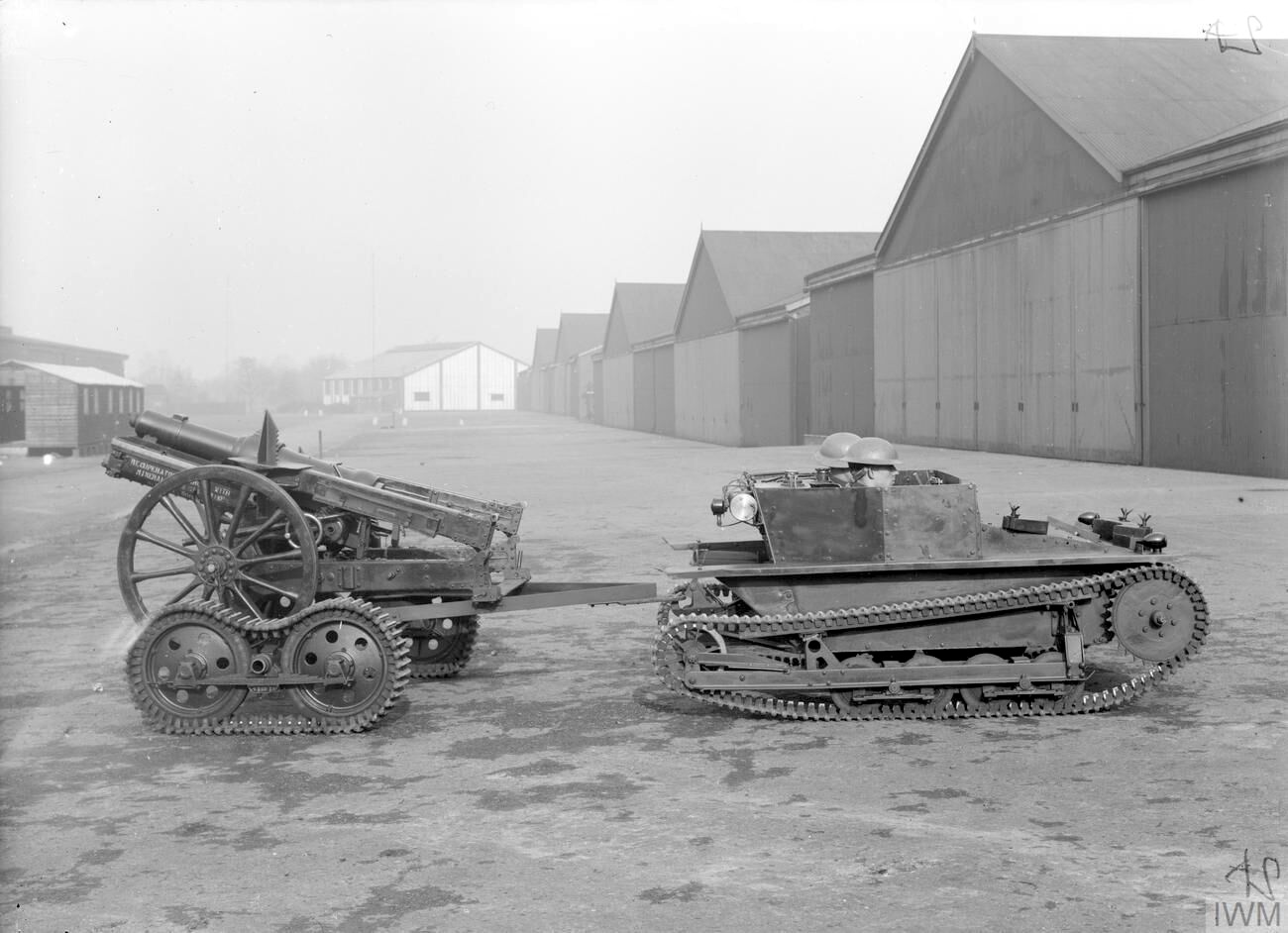
Xe tăng siêu nhẹ Carden-Loyd của Anh kéo theo rơ-moóc chở pháo 3.7 inch

Các xe này được thiết kế cho 1 hoặc 2 người, rất hiếm xe có kíp lái 3 người. Chúng thường thấp tới mức người lái phải ngồi gần sát sàn xe, còn đầu thì gần chạm nóc xe. Và cũng rất hiếm xe trong phân loại này có tháp súng xoay được, mà chủ yếu là các súng máy gắn đằng trước xe (hoặc bên cạnh) với góc quay hạn chế. Thông thường các xe được trang bị 1-2 súng máy. Một số ít hơn thì có pháo 20mm hoặc súng phóng lựu. Trên thiết kế hiện đại thời hậu chiến tranh lạnh, tăng siêu nhẹ có thể gắn các vũ khí chống thiết giáp loại nhỏ (thậm chí là vũ khí của lính bộ binh) như tên lửa chống tăng vác vai, tên lửa điều khiển chống tăng (anti-tank guided missile - ATGM), tên lửa chống tăng (Tube-launched, Optically tracked, Wire-guided - TOW), tên lửa phòng không vác vai tầm thấp, v.v...

## Lịch sử

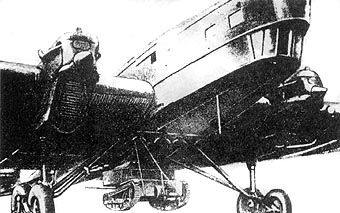
Xe tăng siêu nhẹ T-27 của Liên Xô được chở bằng máy bay ném bom TB-3 năm 1935

Các Khinh tăng được thiết kế từ khoảng thập niên 1920 tới đầu thập niên 1940. Một số được nhìn thấy trong thế chiến 2. Tuy nhiên chúng quá yếu trước các xe thiết giáp khác nên hầu như không được dùng trong các trận chiến lớn. Trong chiến tranh lạnh và sau chiến tranh lạnh cũng có một số mẫu tăng siêu nhẹ được thiết kế và sản xuất. Chúng chủ yếu được các lực lượng đặc nhiệm dùng trong các nhiệm vụ đặc biệt.
Trong thế chiến 2, mẫu khinh tăng thành công nhất có lẽ là mẫu Carden-Loyd của Anh Quốc. Rất nhiều quốc gia châu Âu đã lấy đây làm nguyên mẫu cho xe tăng siêu nhẹ của họ. Ví dụ như dòng TK của Ba Lan, T-27 của Liên Xô, Tančík vz. 33 của Tiệp Khắc, L3/33 của Ý,...
Trong chiến tranh lạnh, một trong các thiết kế thành công và cũng khá nổi tiếng là của người Liên Xô thập niên 1950. Năm 1949 Liên Xô đã thiết kế và đưa ra mẫu thử nghiệm, sau đó tới năm 1951 họ đã sản xuất hàng loạt và đưa vào sử dụng (biên chế) pháo tự hành đổ bộ đường không ASU-57 (với trọng lượng 3,4 tấn, trang bị pháo diệt tăng 57mm, bọc giáp bằng nhôm dày 6mm). Những chiếc xe này đã được biên chế hơn 10 năm, cho tới khi được thay thế hoàn toàn bởi pháo tự hành đổ bộ đường không ASU-85 (năm 1960 bắt đầu được thay thế). Cũng như các loại khinh tăng khác, các xe ASU-57 rất yếu khi đối đầu với các xe thiết giáp của địch, nhưng chúng lại là mẫu thành công vì chúng đã đem lại cho những người lính dù một lượng hỏa lực pháo binh vô giá, vì họ là những người vốn chỉ được đưa vào phía sau lưng địch với toàn vũ khí cá nhân (như súng trường, tiểu liên, lựu đạn,...).

## Một vài mẫu xe tăng siêu nhẹ
- Anh: Carden Loyd [3]
- Ý: L3/33 và L3/35

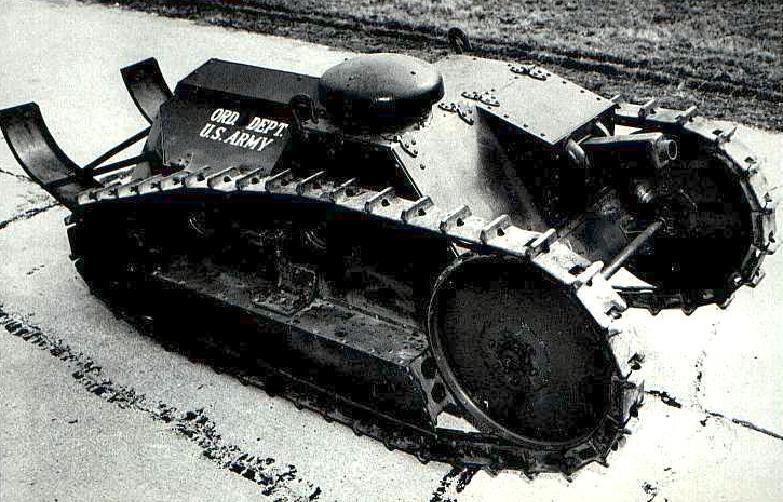
Xe tăng Ford Three-ton M1918 của Hoa Kỳ.

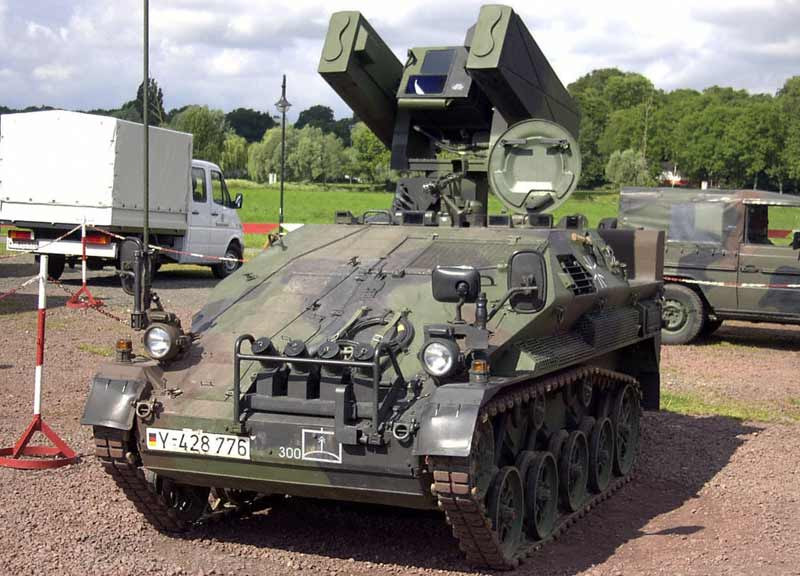
Xe Wiesel II (đầu thế kỷ XXI) của Đức với hệ thống tên lửa phòng không.

- Nhật: Type 92 Jyu-Sokosha, Type 94 tankette, và Type 97 Te-Ke (cả ba đều có tháp pháo)
- Ba Lan: TKS/TK-3
- Tiệp Khắc: AH-IV, Tančík vz. 33
- Liên Xô: T-27 [4], ASU-57 (gắn pháo diệt tăng 57mm - cold war)
- Pháp: Renault UE Chenillette
- Đức: Wiesel 1 và Wiesel 2 (hiện đại)
- Hoa Kỳ: Ford Three-ton, Marmon-Herrington CTLS